# Joseph Berchtold
Joseph Berchtold, (6. marts 1897 i Ingolstadt, Kongeriget Bayern, Tyske Kejserrige, - den 23. august 1962 i Herrsching am Ammersee, Bayern, Vesttyskland), var en tysk SS-Obergruppenführer. Han var Reichsführer-SS, chef for SS, fra den 1. november 1926 til marts 1927.